# Große Stadtsynagoge (Lemberg)

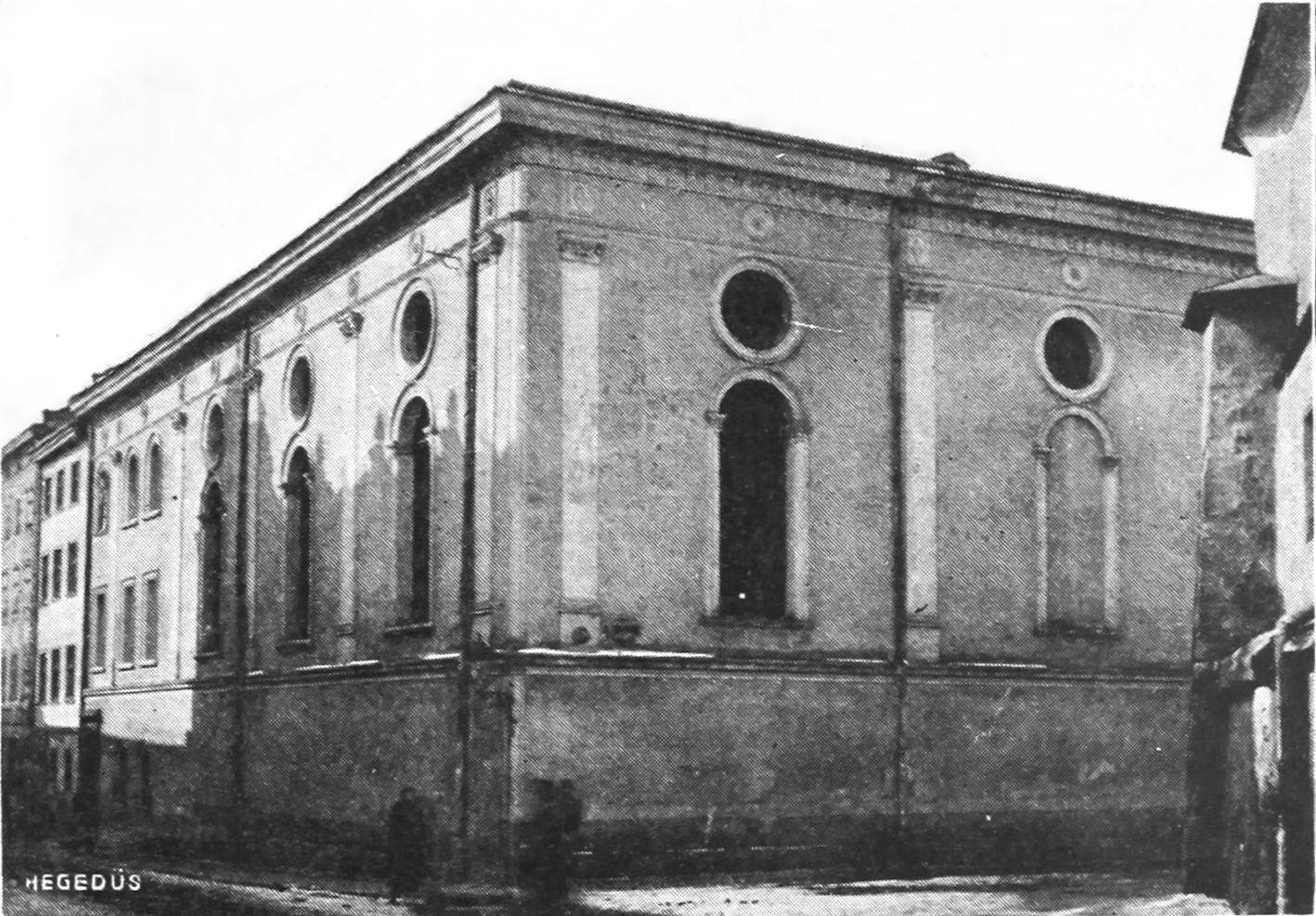
Die Synagoge

Die Große Stadtsynagoge (ukrainisch Велика міська синагога, polnisch Wielka Synagoga Miejska) war eine Synagoge in Lemberg in der Ukraine. Sie befand sich im alten jüdischen Viertel unweit des heutigen Stadtzentrums.

## Geschichte

### Frühere Synagogenbauten

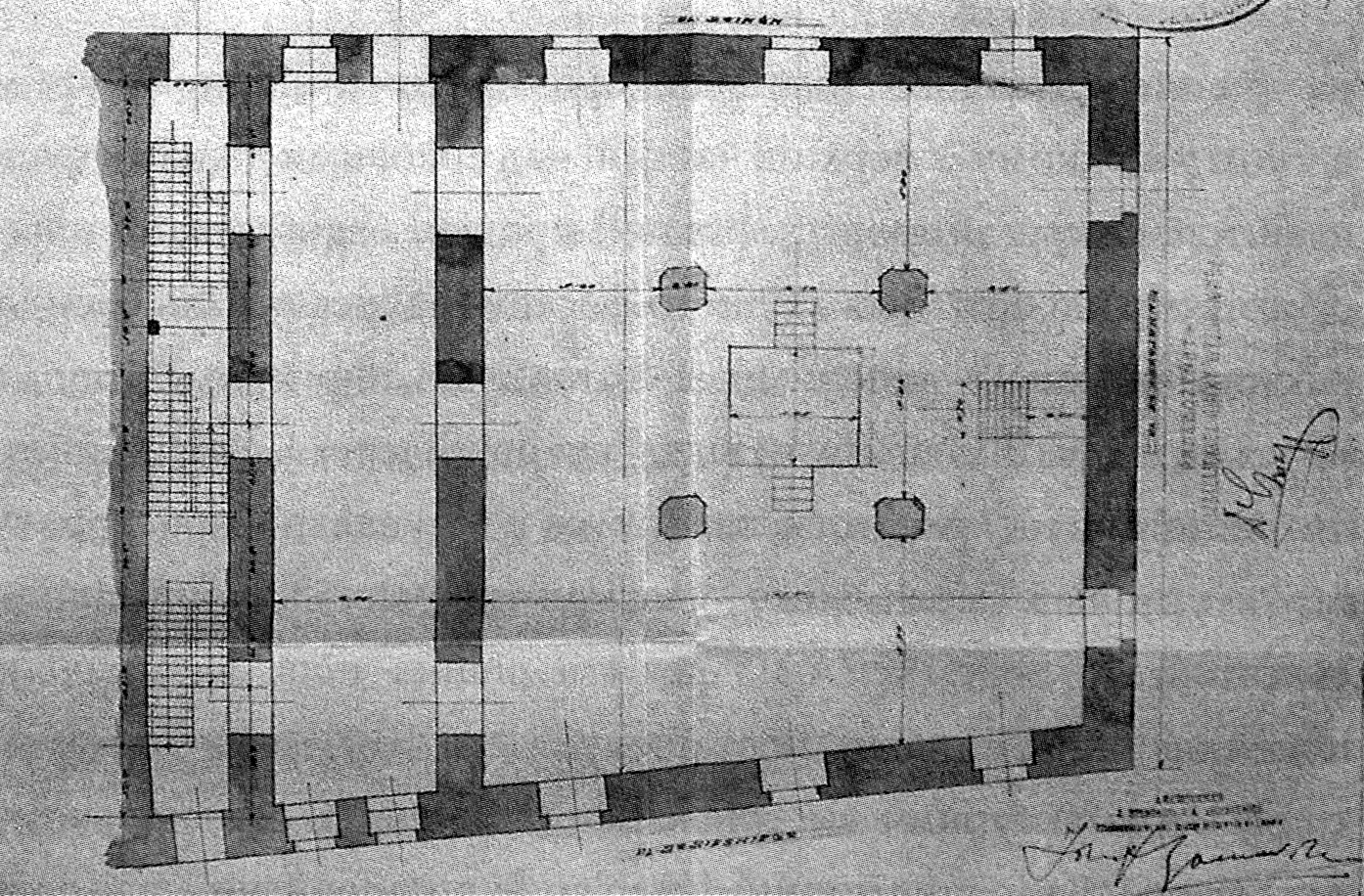
Skizze des Innenraums

Die erste Lemberger Synagoge befand sich von der heutigen Stelle etwas versetzt unter der Hausnummer 29 der Iwan-Fedorow-Straße. Der jüdische Historiker Majer Balaban hatte bei Ausgrabungen im Jahr 1904 einen Balken des Holzbaus gefunden, der mit der Jahreszahl 1320 versehen war. Erste schriftliche Erwähnungen finden sich in Briefen Kasimirs III. von 1367. In Dokumenten von 1407 finden sich Hinweise über Renovierungsarbeiten sowie Holzlieferungen, was auf die Existenz von beheizten Räumen, etwa eines Beth Midrasch, hinweist. Beim Stadtbrand von 1527 brannte das Holzgebäude völlig ab; es wurde um einige Meter versetzt aus Stein im gotischen Stil neu gebaut. Erste Quellen zum zweiten Bau finden sich in Dokumenten aus dem Jahr 1555. Zeugnisse zu seiner Gestaltung gibt es wenig. Bis 1606 diente sie als Große Stadtsynagoge; da sie aber recht klein war, wurde danach die Goldene-Rosen-Synagoge als solche genutzt. In diversen Aufzeichnungen aus dem 18. Jahrhundert ist der schlechte Zustand des Gebäudes überliefert, was wohl der Grund für den Abriss im Jahr 1797 war.

### Neubau
Daher wurde zwischen 1799 und 1801 der Neubau im Stil des Klassizismus errichtet. In dieselbe Zeit fällt auch das Abtragen der Stadtmauer, die dem Gebäude sonst im Weg gestanden hätte. Nachdem man die Heiligtümer aus der Goldene-Rosen-Synagoge in den Neubau gebracht hatte, wurde dieser endgültig zur Hauptsynagoge der Stadt. 1878 wurde das Dach erneuert und 1910 unter der Aufsicht der Architekten Alfred Władysław Zachariewicz und Józef Sosnowski das Treppenhaus renoviert. Während der deutschen Besatzung der Ukraine wurden ab dem 14. August 1941 die Synagogen der Stadt zerstört. Im Jahr 1943 wurde der Bau von den Nazis gesprengt.

### Konservierung
Erste Ausgrabungen fanden 1970 statt, bei denen einige Keller und Fundamente freigelegt und die Ruinen gesichert wurden. Bis 2010 war die Ruine dem Verfall preisgegeben. Seither kümmert sich das Projekt The Space of Synagogues darum, die Überbleibsel der Synagoge, einer Bibliothek sowie der Goldene-Rosen-Synagoge zu einer Gedenkstätte umzufunktionieren. Dabei erhielt das Projekt des deutschen Architekten Franz Reschke den Zuschlag. Die Bauarbeiten finden unter Aufsicht des ukrainischen Architekten Jurij Stolarow statt und sollen bis zur Eröffnung am 4. September 2016 beendet sein.